# اچ‌دی ۱۷۱۳۰۱
اچ‌دی ۱۷۱۳۰۱ یک ستاره است که در صورت فلکی شلیاق قرار دارد.